# 两家子满族乡
两家子满族乡是中华人民共和国吉林省吉林市昌邑区下辖的一个民族乡。

## 行政区划
两家子满族乡下辖以下村级行政区划单位：
两家子村、盆窑村、李树村、黑背村、温泉村、张家村、李屯村、黑山村、骆起村、太山村、柳条沟村、柳西村和耿屯村。